# Снаф (роман Чака Поланіка)
Снаф (2008) — роман Чака Поланіка, виданий 20 травня 2008 року.

## Зміст сюжету
Кессі Райт, порнозірка, має намір побити світовий рекорд серійного сексу. На камеру. Упродовж одного дня. З 600 чоловіками. Чого чекають серед них у переповненій гримерці Містер 72, Містер 137, та Містер 600? Будьте певні, у цих трьох є таємні та дуже важливі причини для участі в зйомках…